# Mega Duck/Cougar Boy

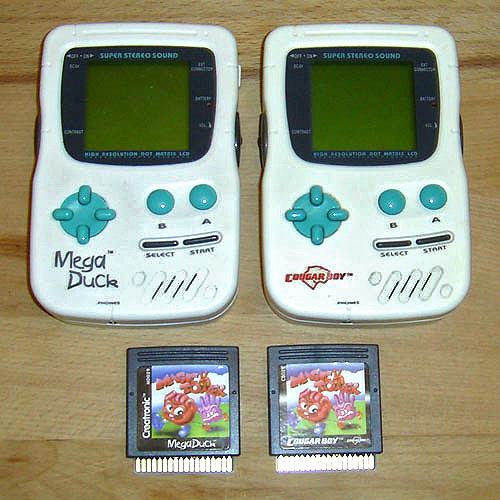
De Mega Duck en de Cougar Boy met identieke spelletjes voor beide systemen.

De Mega Duck WG-108 (ook bekend als Cougar Boy) is een draagbare spelcomputer vergelijkbaar met de Nintendo Game Boy, of de Watara Supervision.
De "Mega Duck" werd geproduceerd door verschillende bedrijven waaronder, Creatonic, Videojet, en Timlex, en kwam op de markt in 1993, voornamelijk in Frankrijk, Nederland en Duitsland, voor ongeveer fl 129,-.
In Zuid-Amerika, voornamelijk in Brazilië, werd deze in China gemaakte Creatonic spelcomputer verspreid door het Amerikaanse bedrijf Cougar USA. Ook wel bekend als "Cougar electronic organization" [geen spelfout], en verkocht als de "Cougar Boy".
De cartridges van de Mega Duck lijken erg op die van de Watara Supervision, maar zijn smaller en hebben wat minder contact pinnen (36, de Supervision heeft er 40). Qua opbouw is de elektronica in de Supervision en de Mega Duck ook heel erg identiek, de positie van de volume en contrast regelaars, de knoppen en connectors, alles komt overeen en zit ongeveer op dezelfde plek. Maar ook de interne opbouw is zo sterk overeenkomstig dat het lijkt alsof de ontwerper van de Mega Duck het ontwerp van de Supervision heeft afgekeken. Een verschil is wel dat het lcd van de Supervision wat groter is dan dat van de Mega Duck.
De Cougar Boy werd uitgeleverd met een cartridge met vier spellen, en met stereo-oordopjes.
Met behulp van een externe joystick (niet meegeleverd) konden twee spelers tegen elkaar spelen.

## Technische specificaties
| Processor             | MOS-versie van de Z80 (Als onderdeel van de VLSI-chip )                                             |
| Kloksnelheid          | 4,194304 MHz (= 222 Hz)                                                                             |
| Geheugen              | 16 KB RAM in twee 8k chips (Goldstar GM76C88LFW)                                                    |
| Systeemlogica         | een 80 pins-VLSI-chip (enkel de siliciumchip zelf op de print met een klodder epoxy bedekt)         |
| Lcd                   | 2,7-inch (48 [hoog] x 51 [breed] mm) STN dot matrix. resolutie 160×144 aangestuurd met 59,732155 Hz |
| Grijsniveaus          | 4 niveaus van donkerblauw op een lichtgroene achtergrond                                            |
| Spelbesturing         | kruis knop met 4 richtingen, A-, B-, Select- en Starttoetsen                                        |
| Andere bedieningen    | Aan/Uit-schakelaar, contrast en volumeregelaars                                                     |
| Geluid                | Ingebouwde luidspreker (8Ω 200 mW) en stereoheadsetuitgang                                          |
| Afmetingen            | 155 mm x 97 mm x 32 mm (lxbxh)                                                                      |
| Gewicht               | 249 gram (zonder batterijen)                                                                        |
| Voeding               | Vier AA batterijen of een adapter 6VDC/300mA                                                        |
| Stroomverbruik        | 700 mW                                                                                              |
| Speelduur             | Volgens de fabrikant circa 15 uur op een set batterijen                                             |
| Uitbreidingsinterface | Seriële kabel om twee Mega Ducks te koppelen, of een joystick aan te sluiten                        |
| Spelmedium            | ROM-cartridge, 63 (lang) x 54 (breed) mm, en 7 mm dik, 17 gram.                                     |

De Video Display Controller van de Mega Duck/Cougar Boy heeft één speciale truc, hij kan middels het gebruik van twee display lagen in beperkte mate diepte suggereren door gebruik te maken van het parallaxeffect.

## Lijst van spellen
Dit is een onvolledige lijst van de spellen die zijn uitgebracht voor de Mega Duck/Cougar Boy. De spellen hebben voor beide consoles hetzelfde nummer, alleen voor de Mega Duck wordt het nummer voorafgegaan door MD en voor de Cougar Boy door CB. Een MD001 is dus exact hetzelfde spel als een CB001, zelfs in zoverre dat sommige games met een CB-nummer bij het opstarten een Mega Duck-logo vertoonden.
De meeste spellen zijn gemaakt door Thin Chen Enterprise en werden later uitgebracht voor de Game Boy op 4-in-1 en 8-in-1 spelmodules.
| Bestelcode | Naam                | Speltype                                      |
| ---------- | ------------------- | --------------------------------------------- |
| 001        | THE BRICK WALL      | Breakout kloon                                |
| 002        | STREET RIDER        | F1-racespel                                   |
| 003        | BOMB DISPOSER       | Bomberman kloon                               |
| 004        | VEX                 | Onbekend                                      |
| 005        | SULEIMAN'S TREASURE | Avonturenspel                                 |
| 006        | ARCTIC ZONE         | Pengo kloon                                   |
| 007        | MAGIC MAZE          | Doolhofspel                                   |
| 008        | PUPPET KNIGHT       | Ridderspel                                    |
| 009        | TRAP AND TURN       | Balspel                                       |
| 010        | PILE WONDER         | Sokoban kloon                                 |
| 011        | CAPTAIN KNICK KNACK | Onbekend                                      |
| 013        | BLACK FOREST TALE   | Spel met roodkapjethema                       |
| 014        | ARMOUR FORCE        | Robots                                        |
| 018        | SNAKE'S ROY         | Monsters                                      |
| 019        | RAILWAY             | Kinderspoorweg                                |
| 021        | BEAST FIGHTER       | Beat 'em up                                   |
| 026        | ANT SOLDIERS        | Lemmings kloon                                |
| 028        | 2ND SPACE           | Puzzelspel                                    |
| 029        | MAGIC TOWER         | Platform spel met "steen papier schaar"-thema |
| 030        | WORM VISITOR        | Frogger kloon                                 |
| 031        | DUCK ADVENTURE      | Platformer                                    |
| 035        | FOUR IN ONE         | Vier spellen, zie hieronder                   |
| 035a       | ELECTRON WORLD      | Schietspel                                    |
| 035b       | DICE BLOCK          | Domino                                        |
| 035c       | TROUBLE ZONE        | Tetris kloon                                  |
| 035d       | VIRUS ATTACK        | Space Invaders kloon                          |
| 037        | ZIPBALL             | Onbekend                                      |

Spelcomputers · Draagbare spelcomputers (Lijst van draagbare spelcomputers)